# ムナジロクイナモドキ
ムナジロクイナモドキ（Mesitornis variegata）は、鳥綱ツル目クイナモドキ科チャイロクイナモドキ属に分類される鳥類。

## 分布
マダガスカル北部および北西部固有種

## 形態
全長31センチメートル。上面の羽衣は赤褐色。眼上部には眉状に白い筋模様（眉斑）が入る。喉や胸部の羽衣は白く、胸部側面には三日月状の黒い斑点が入る。腹部や尾羽基部の下面を被う羽毛（下尾筒）は赤褐色で、白い斑点が入る。
嘴はやや長い。後肢はやや短い。

## 生態
主に標高150メートル以下にある乾燥林に生息する。
食性は雑食で、昆虫（甲虫、コオロギ、ゴキブリなど）、クモ、果実、種子などを食べる。
繁殖形態は卵生。主に10-4月に交尾を行う。地表から1-3メートルの高さにある茂みや低木の上に木の枝を組み合わせた皿状の巣を作り、主に11-1月に1-3個の卵を産む。主にメスが抱卵する。

## 人間との関係
開発、野焼きによる生息地の破壊、狩猟などにより生息数は減少している。